# Sächsische VII (Bauart Schwartzkopff)
Als Gattung VII bezeichneten die Königlich Sächsischen Staatseisenbahnen zweifach gekuppelte Schlepptenderlokomotiven für den gemischten Dienst. Die hier beschriebenen Lokomotiven stammten von dem Berliner Unternehmen Schwartzkopff, sie waren noch von der Westlichen Staatsbahn  bestellt worden. Bei den 1869 gegründeten Königlich Sächsischen Staatseisenbahnen erhielten sie die Gattungsbezeichnung Schw VII.

## Geschichte
Die Bestellung der Lokomotiven fällt in eine Zeit, als insbesondere für die vorgesehene Inbetriebnahme der Strecke Freiberg–Flöha neue Lokomotiven benötigt wurden. Mit dieser Strecke entstand erstmals eine direkte Verbindung zwischen den Netzen der beiden Staatsbahnverwaltungen in Sachsen, der Westlichen und der Östlichen Staatsbahn. Damit einher ging schließlich auch die Vereinigung beider Verwaltungen zur Generaldirection der königlich sächsischen Staatseisenbahnen am 1. Juli 1869.
Schwarzkopff lieferte die zehn Lokomotiven mit den Fabriknummern 86 bis 95 zwischen Mai und August 1869 an die Westliche Staatsbahn bzw. die Kgl. Sächs. Staatseisenbahnen aus. Die Lokomotiven wurden nach berühmten Persönlichkeiten der sächsischen und preußischen Geschichte sowie nach Orten im vorgesehenen Einsatzgebiet benannt. Vergeben wurden die Namen HAUS WETTIN, OTTO DER REICHE, FRIEDRICH DER GROSSE, ALBRECHT DER BEHERZTE, LUTHER, MELANCHTHON, G.E. LESSING, BARBARA UTHMANN, FRANKENSTEIN und FALKENAU.
Die Kgl. Sächs. Staatseisenbahnen ordneten die Lokomotiven ab 1871 in die Gattung Schw VII ein, dabei stand die Abkürzung Schw für den Hersteller Schwartzkopff. Ab 1896 waren alle zweifachgekuppelten Schlepptenderlokomotiven in der einheitlichen Gattungsbezeichnung VII zusammengefasst.
Ab 1893 wurden die Lokomotiven nach und nach ausgemustert. Die letzte einsatzfähige Lokomotive war die ehemalige Nr. 185 LUTHER, die noch bis 1906 in Betrieb war.

## Technische Merkmale
Die Lokomotiven besaßen einen innenliegenden Blechrahmen und einen Belpaire-Stehkessel. Die gerade Decke der Feuerbüchse ermöglichte einen großen und auch bei unterschiedlichen Wasserständen konstanten Dampfraum. Die Dampfentnahme zu den Zylindern erfolgte in einem Regleraufsatz, der auch die beiden Ramsbottom-Sicherheitsventile trug. Die Kesselspeisung erfolgte durch zwei Injektoren der Bauart Schau.
Der Sandkasten war auf dem Langkessel angeordnet. Gesandet wurde die erste Achse. Der Schornstein entsprach der Bauart Prüßmann.
Die Dampfmaschine war als Zweizylindertriebwerk mit außenliegender Allansteuerung konstruiert. Angetrieben wurde die zweite Kuppelachse.
Die Lokomotiven besaßen eine Vierpunktabstützung mit obenliegenden Einzelfedern. Ab 1879 erfolgte ein Umbau auf eine Dreipunktabstützung durch einen Querausgleich der Federn der Treibräder.
Im Lieferzustand besaßen die Lokomotiven keine Bremse, aber eine Vorrichtung zum Geben von Gegendampf. Einzelne Lokomotiven erhielten ab 1892 eine Westinghouse-Druckluftbremseinrichtung für den Zug.